# 愛西市立開治小学校
愛西市立開治小学校（あいさいしりつ かいじしょうがっこう）は、愛知県愛西市立石町にある公立小学校。

## 概要
- 校区は上東川町、下東川町、鵜多須町、川北町、二子町（小判山、上丸島、丸島、新田）であり、公立中学校の進学先は愛西市立八開中学校である[1]。
- 旧・海部郡八開村北部（旧・開治村）の小学校であった。

## 沿革
- 1873年（明治6年）3月1日 - 鵜多須村に鵜多須義校が開校する。東川村、鵜多須村、二子村の児童が通学する。
- 1875年（明治8年）4月5日 - 鑚仰学校に改称する。
- 1878年（明治11年） - 
  - 東川村と鵜多須村が合併し、開治村となる。
  - 二子村と古赤目村が合併し、二子村となる。
- 1882年（明治15年）2月 - 東川小学校に改称する。開治村の児童が通学する。
- 1887年（明治20年）4月 - 尋常小学開治学校に改称する。二子村に二子分教場、川北村に川北分教場を設置する。
- 1889年（明治22年）10月1日 - 開治村、二子村、川北村が合併し、開治村が発足。
- 1891年（明治24年）10月28日 - 濃尾地震により校舎が全壊する。
- 1892年（明治25年）9月24日 - 開治尋常小学校に改称する。 二子分教場が二子尋常小学校として独立する。
- 1895年（明治28年）9月 - 開治尋常小学校の校舎を再建する。
- 1897年（明治30年）9月8日 - 洪水により、開治尋常小学校の校舎が流出する（後に再建）。
- 1901年（明治34年） - 組合立北部高等小学校が開校する。
- 1902年（明治35年）2月25日 - 開治尋常小学校川北分教場を廃止する。
- 1904年（明治37年）4月30日 - 開治尋常小学校と二子尋常小学校を統合し、開治尋常小学校となる。
- 1906年（明治39年）7月1日 - 八輪村、開冶村、六ツ和村の一部（塩後）が合併し八開村が発足。
- 1907年（明治40年） - 組合立北部高等小学校が廃校となる。八開高等小学校が開校する。
- 1911年（明治44年）3月31日 - 八開高等小学校が廃校となる。開治尋常小学校に高等科を設置し、開治尋常高等小学校に改称する。
- 1918年（大正7年）7月31日 - 八開高等小学校[注釈 1]が開校する。開治尋常高等小学校の高等科を廃止し、開治尋常小学校に改称する。
- 1941年（昭和16年）4月1日 - 八開村立開治国民学校に改称する。
- 1947年（昭和22年）4月1日 - 八開村立開治小学校に改称する。
- 2005年（平成17年）4月1日 - 佐織町、佐屋町、立田村、八開村が合併し、愛西市が発足。同時に愛西市立開治小学校に改称する。

## 交通アクセス
- 愛西市巡回バス八開ルート「鵜多須町」バス停より徒歩約3分。

## 周辺施設
- 愛西市立八開中学校
- 愛西市役所八開支所